# Berislavec
 Berislavec  falu Horvátországban Zágráb megyében. Közigazgatásilag Szentivánzelinához tartozik.

## Fekvése
Zágrábtól 28 km-re, községközpontjától 2 km-re északkeletre a megye északkeleti részén, az A4-es autópálya közelében fekszik. 

## Története
A települést még birtokként 1201-ben említik először "terra Beryzlay" alakban. 1412-ben nemesi névben szerepel. 1454-ben "possessio Boryzlowcz", 1481-ben "possessio Boryslowcz", 1489-ben "possessio Boryslawcz", 1501-ben személynévben "de Beryzlowcz", 1509-ben már faluként "Berizlowcz", 1598-ban "Boryzlowcz in districtus Felseo Zthwbycza" alakban említik. A 16. században egy erődített kastély állt itt, melynek nyoma sem maradt, ám közelben ma is találnak faragott köveket. 1783-ban "Beriszlavczi" alakban szerepel az első katonai felmérés térképén. A falunak 1857-ben 34, 1910-ben 54 lakosa volt. Trianonig Zágráb vármegye Szentivánzelinai járásához tartozott. 2001-ben 43 lakosa volt. 

## Népesség
| Lakosság változása | Lakosság változása | Lakosság változása | Lakosság változása | Lakosság változása | Lakosság változása | Lakosság változása | Lakosság változása | Lakosság változása | Lakosság változása | Lakosság változása | Lakosság változása | Lakosság változása | Lakosság változása | Lakosság változása | Lakosság változása |
| ------------------ | ------------------ | ------------------ | ------------------ | ------------------ | ------------------ | ------------------ | ------------------ | ------------------ | ------------------ | ------------------ | ------------------ | ------------------ | ------------------ | ------------------ | ------------------ |
| 1857               | 1869               | 1880               | 1890               | 1900               | 1910               | 1921               | 1931               | 1948               | 1953               | 1961               | 1971               | 1981               | 1991               | 2001               | 2011               |
| 34                 | 0                  | 0                  | 0                  | 60                 | 54                 | 55                 | 53                 | 36                 | 37                 | 33                 | 32                 | 27                 | 36                 | 43                 | 46                 |

(1869 és 1890 között lakosságát Pretokihoz számították.)